# 奧山清行
奥山清行（日语：／ Okuyama Kiyoyuki，1959年—），日本著名汽车设计师，奥山清行设计事务所创始人，並擔任中華人民共和国中央美术学院等多所學校的客座教授、洋馬控股外部董事，以及大阪市高速電氣軌道（大阪地下鐵之營運公司）的設計長。奥山清行曾经是意大利宾法（Pininfarina）汽车设计公司设计总监，在通用、保时捷任职，任美国艺术中心设计学院（Art Center）交通工具设计系主任。著名的法拉利跑车ENZO和ROSA均是他的设计作品。 另外由他設計的眼鏡品牌Ken Okuyama在眼鏡界也很有名。
近來也開始在家具、化妝品、手錶、農機及鐵道車輛等設計領域開始活躍，家具設計方面有山形工房天童木工品牌。

## 經歷
- 1959年（昭和34年） - 山形縣山形市出生。
- 1966年（昭和41年）4月 - 山形大學教育學部附屬小學校（現山形大學附屬小學校）入学。
- 1972年（昭和47年）
  - 3月 - 小学畢業。
  - 4月 - 山形大學教育學部附屬中學校（現山形大學附屬中學校）入学。
- 1975年（昭和50年）
  - 3月 - 中学畢業。
  - 4月 - 山形縣立山形東高等學校入学。
- 1978年（昭和53年）
  - 3月 - 高等学校畢業。
  - 4月 - 武藏野美術大學造形学部入学。
- 1983年（昭和58年）3月 - 大学畢業。

## 代表作
汽車
- 法拉利恩佐
- 法拉利456（英语：Ferrari 456）
- 本田NSX

鐵路車輛
- 新幹線E6系電力動車組
- 新幹線E7/W7系電力動車組
- 東京地下鐵16000系電力動車組
- JR東日本休閒列車Tohoku Emotion、SL銀河號列車
- JR東日本E001型電聯車（即四季島號列車）
- JR東日本E235系列車
- JR東日本E261系電力動車組

其他
- 長崎纜車
- 洋馬YT01拖拉機
- Inaba Xair 人體工學椅 （页面存档备份，存于）

## 外部連結
- 奥山清行 / 株式会社KEN OKUYAMA DESIGN オフィシャルサイト （页面存档备份，存于）
- 奥山清行 / KEN OKUYAMA オフィシャルサイト （页面存档备份，存于）
- 山形カロッツェリア研究会
- 山形工房 （页面存档备份，存于）
- 朝日新聞「フロントランナー」 （インタビュー記事掲載）
- NHK「プロフェッショナル 仕事の流儀」 （インタビュー記事掲載）
- 奥山清行/IDC大塚家具ブランドサイト （页面存档备份，存于）